# Ramón Domingo Ibáñez
Ramón Domingo Ibáñez (Pamplona, 1786-Pamplona, después de 1841), fue un impresor y librero, nacido en 1786 en Pamplona, cabeza del reino de Navarra. Era hijo de Joaquín Domingo, impresor, librero y editor, y de Joaquina Ibáñez, hija de Pascual Ibáñez, también impresor. Trabajó en Pamplona durante la guerra de la Independencia, al servicio de las autoridades napoleónicas, en el Trienio Liberal y en los primeros años del reinado de Isabel II. Por el contrario, con la restauración del absolutismo (1814-1820), después de la guerra de la Independencia,  y, más tarde, desde 1823 hasta 1833, durante la llamada Década Ominosa del reinado de Fernando VII, debió de sufrir la represión política y el cierre de su taller de imprenta. Murió en Pamplona, hacia 1842, sin  sucesor en el negocio, que cerró definitivamente.

## Vida y conflictos familiares
Se casó en 1808, con 22 años, con Graciana Andicoberry, natural de Valcarlos, quien aportó una dote de seiscientos pesos y abundante ajuar doméstico. Se da la circunstancia de que no sabía escribir. Inicialmente vivieron con los padres de Ramón, con los que había firmado un contrato de convivencia que anularon por discrepancias, y por este motivo se instalaron en otra vivienda. Al menos tuvieron dos hijos: el primogénito, llamado Ramón, como el padre, que falleció pronto, y Escolástico, que no siguió el oficio paterno.
En 1812, a causa de la atención que se debía dispensar a su madre, incapacitada por enfermedad, se suscitó un pleito entre el padre, Joaquín, al que apoyaba Ramón, y los otros dos hijos, Joaquín María y José Fermín. Una sentencia judicial obligó al padre a atender a su esposa, a la que tuvo que entregar cinco mil reales que reunió de la almoneda de sus bienes. Esta circunstancia debió de cambiar la actividad laboral de sus dos hermanos, Joaquín María y José Fermín, quienes desde 1813 pusieron en funcionamiento sus respectivas imprentas. Ramón, por su parte, desde 1810 ya trabajaba por su cuenta en un edificio alquilado en la calle Bolserías en el que también vivía. Se tiene noticia de que en 1837 la imprenta todavía funcionaba en este lugar.
A los dos meses de enviudar hizo testamento, el 14 de noviembre de 1839, en favor de su único hijo, Escolástico, militar, quien, cuando murió su padre, estaba destinado en La Habana, adscrito al Regimiento de Cazadores de Isaba. 
Ramón Domingo debió de fallecer hacia 1842 y, al carecer de sucesor, desapareció su negocio de imprenta y librería, siendo el último de la saga de los impresores Domingo: Joaquín, el padre, y sus hermanos Joaquín María y José Fermín, que habían muerto con anterioridad.

## Actividad profesional
Durante la ocupación de las tropas napoleónicas en Navarra (1808-1813) trabajó para las nuevas autoridades asociado con un tal Ramón Fadda, posiblemente de origen italiano, que resultó ser un individuo problemático, tanto en lo personal como en lo profesional, razón por la que fue desterrado de Navarra por los gobernantes franceses.

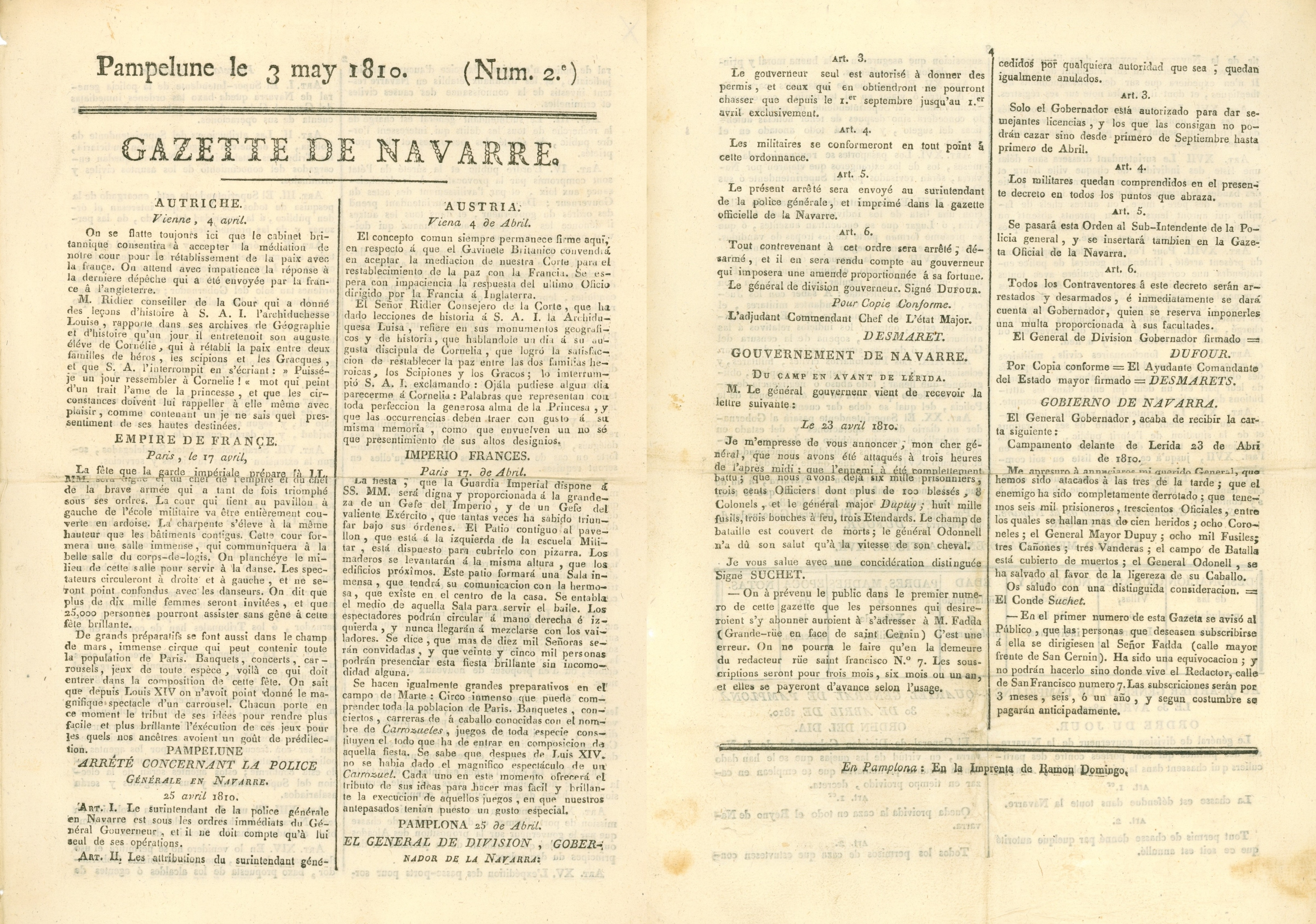
Número 2 de la "Gazette de Navarre" en el que aparece como impresor Ramón Domingo

Además de impresos menores y formularios, imprimió para los franceses el "orden del día" del ejército invasor y el periódico "Gazette de Navarre", bilingüe francés-español, en cuyo pie de imprenta aparece a partir del segundo número. Aparecía los jueves y domingos y las autoridades de ocupación lo editaban para "atraer los corazones" de la población local, de acuerdo con una práctica generalizada en las ciudades ocupadas. El periódico, que pronto cambió la cabecera en francés por "Gazeta Oficial de la Navarra", en una mala traducción castellana, tuvo escaso apoyo de la población civil y en consecuencia su vida fue efímera, de solo cuatro meses, de abril a septiembre de 1810, en los que se salieron 37 números.
Trasladó su negocio a la calle Mayor, más céntrica, a un local que compartía con Ramón Fadda donde tenía la imprenta, el taller de encuadernación y vendía material de escritorio y libros, algunos de ellos en francés, adquiridos en la vecina Bayona. En esta ciudad, en 1811, compró 57 resmas de papel por importe de 2600 reales de vellón que posiblemente se emplearon para atender los encargos de impresión que le hacían las autoridades francesas y la Diputación del Reino  –la “Diputación intrusa” la llamaban los patriotas españoles—. En el pie de imprenta de estos trabajos Ramón Domingo figura como "Impresor del Gobierno".

### Primer embargo
El ejército francés, tras su retirada de la capital navarra el 31 de octubre de 1813, le dejó importantes cantidades sin pagar, lo cual le supuso un grave quebranto que finalmente ocasionó el embargo de sus bienes en 1817.
Bien sea por la ruina o más probablemente porque sufrió represalias por su colaboración con los franceses, el caso es que no se le conocen trabajos de impresión entre 1814 y 1820. Sin embargo, a partir del último año, tras la sublevación de Rafael Riego y el inicio de Trienio Liberal (1820-1823), imprime diversos textos en los que en ocasiones se proclama miembro de la Milicia Nacional de Pamplona y hace pública su adhesión al liberalismo y a la restaurada constitución de 1812, como deja patente en un pie de imprenta en el que se lee: "Año 1820 y primero de la restauración de nuestro Código Constitucional. Su militancia liberal también fue compartida por sus hermanos, Joaquín María y José Fermín.

### Represión política
La restauración del absolutismo en 1823 supuso el cierre de su imprenta y las de sus hermanos. Pudo reabrirla al cabo de diez años, en 1833, a raíz de la muerte de Fernando VII y la instauración del liberalismo; sin embargo, durante aquella década mantuvo abierta la librería. 
En este tiempo vivía alquilado en el edificio de cinco pisos de la calle Mayor al que se había trasladado durante la francesada. La tienda estaba en la planta baja, las dependencias familiares ocupaban los pisos primero y segundo, mientras que la imprenta se encontraba en el tercero, y en el cuarto guardaba utensilios de la imprenta y la librería. Debido a su mala situación económica no pudo pagar el alquiler, y por este motivo sufrió el embargo de los enseres familiares y profesionales. Era la segunda vez que padecía esta calamitosa situación.

### Reapertura de la imprenta y fallecimiento

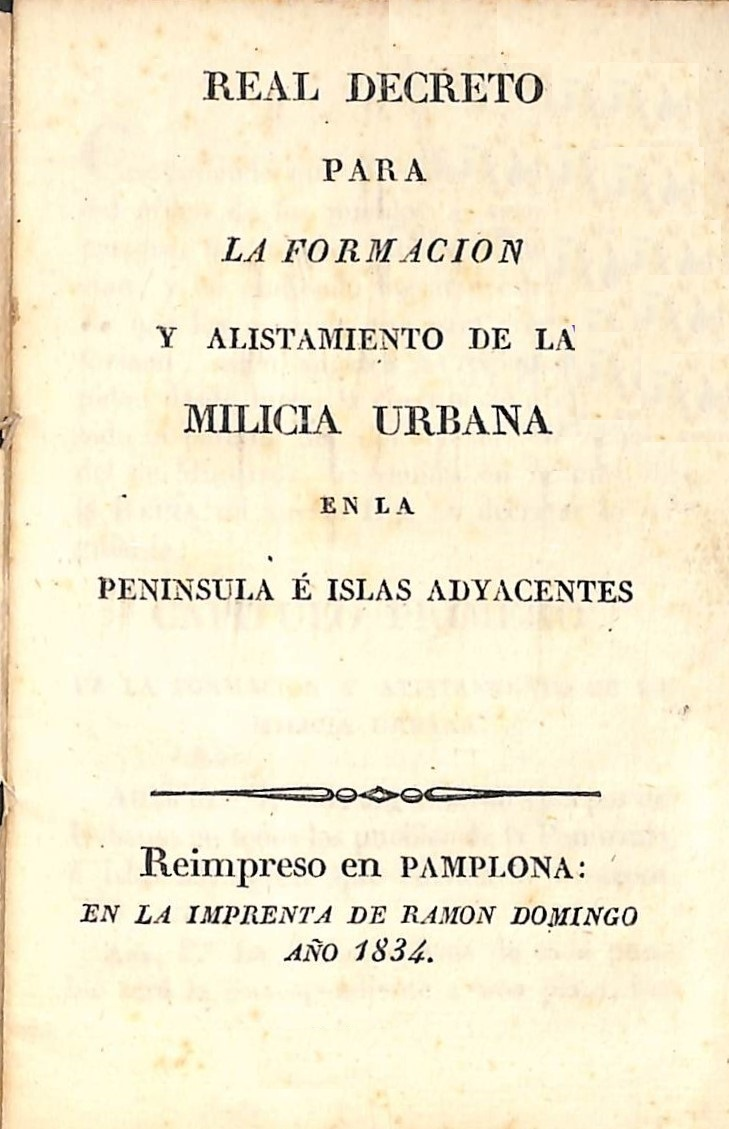
Decreto de creación de la Milicia Urbana, impreso por Ramón Domingo y de la que formó parte

A partir de 1833, con el final del absolutismo, su imprenta vuelve a funcionar y a proclamar su liberalismo, como se desprende de una hoja en la que se ensalza a Isabel II, publicada tempranamente, en 1834. De la misma manera que en el trienio liberal se encuadró en la Milicia Nacional Voluntaria, ahora lo hace en la Milicia Urbana. Significativamente, ahora emplea el tratamiento de "don" en el pie de imprenta de uno de sus últimos trabajos: "Pamplona. Imprenta de D. Ramon Domingo. Año de 1841".
Parece que ya se había recuperado de sus quebrantos económicos, pues en 1836 se ofreció a la Diputación de Navarra para imprimir el "Boletín Oficial de la Provincia".
Sea como fuere, trabajó hasta su fallecimiento, en torno a 1842. Del inventario de sus bienes se desprende que en estos años su actividad se centraba en la imprenta y en la venta de material de escritorio, en tanto que la de libros debía de ser irrelevante .

## Producción impresa
Su producción impresa conocida es muy escasa: veinte trabajos de toda índole (hojas sueltas, folletos y libros) en 32 años, lo que la sitúa muy por debajo de la media anual de sus colegas de la capital navarra, que se estima en 3,6 impresos.
Los avatares políticos marcan los periodos de actividad: Trabajó durante la francesada, principalmente al servicio de las autoridades napoleónicas y, con particular intensidad, en el Trienio Liberal, al amparo de la libertad de imprenta. Otro tanto sucedió tras el triunfo del liberalismo en 1833.
Por el contrario, las dos etapas del reinado absolutista de Fernando VII (1814-1819 y 1823-1833) lo condenaron a un silencio absoluto. En resumen: once años de trabajo frente a veinte de inactividad, en los que en el mejor de los casos pudo sobrevivir con la librería. 
A pesar de todo esto, Ramón Domingo tuvo más fortuna que sus hermanos Joaquín María y José Fermín, que enmudecieron como impresores para siempre a partir de 1823, coincidiendo con la restauración del absolutismo. 
| Producción de la imprenta de Ramón Domingo (1813-1842) |
| ------------------------------------------------------ |
|                                                        |

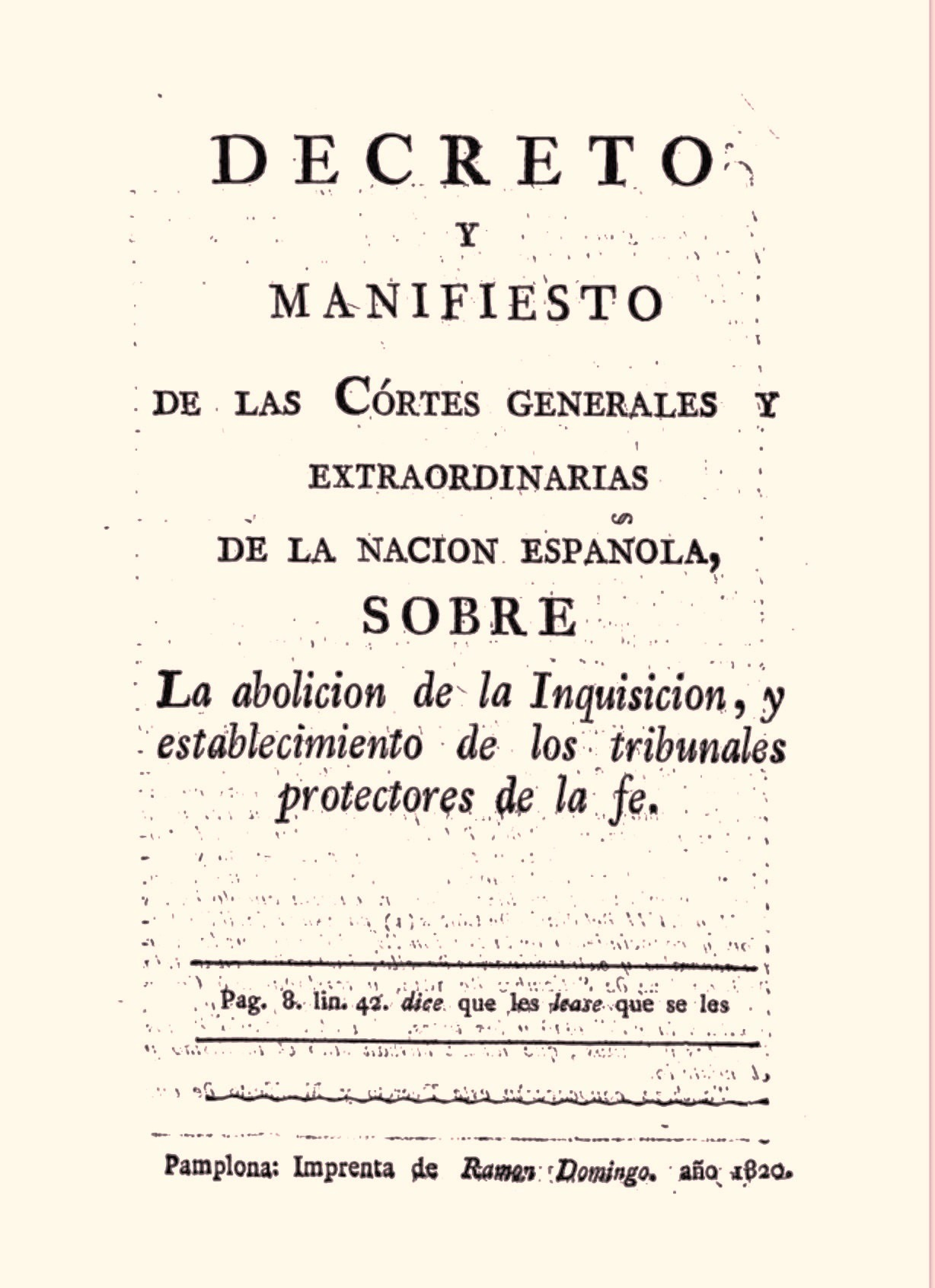
Decreto sobre la abolición de la Inquisición (1820)

La mayor parte de los impresos conocidos (16) corresponde a hojas sueltas y folletos, mientras que pocos tienen más de cien páginas (4): el más voluminoso de ellos, un libro de pequeño formato (octavo) de 280 páginas, es la segunda edición de las Cartas sobre la policía, de Valentín de Foronda, que había visto la luz en 1820. 
En cuanto a los asuntos de sus publicaciones, predominan los normativos, como son reales órdenes, decretos y reglamentos, a los que se unen manifiestos y crónicas de acontecimientos políticos y bélicos. Por el contrario, no hay una sola obra relacionada con la religión, cuando hasta la fecha había sido el tema más frecuente en las imprentas del Antiguo Régimen.
Por los temas de los impresos, la mayoría (14) corresponde a instituciones políticas o son anónimos. No obstante, resulta significativo que algunos de los autores más relevantes afincados en Navarra le confiaron sus originales, como Valentín de Foronda (1820) y José Yanguas y Miranda (1837).
Al margen de las monografías, se ha de recordar que Ramón Domingo imprimió el primer periódico navarro,  "La Gazette de la Navarra", y que optó a hacer otro tanto con el "Boletín Oficial de la Provincia", unas empresas que requerían utillaje y preparación técnica excepcionales para las imprentas locales.
Sus trabajos ofrecen una tipografía acorde con el gusto de la época, con páginas con márgenes holgados, prácticamente sin viñetas u otro tipo de adornos y con tipos limpios, clásicos, y de buena calidad.

## Galería de imágenes

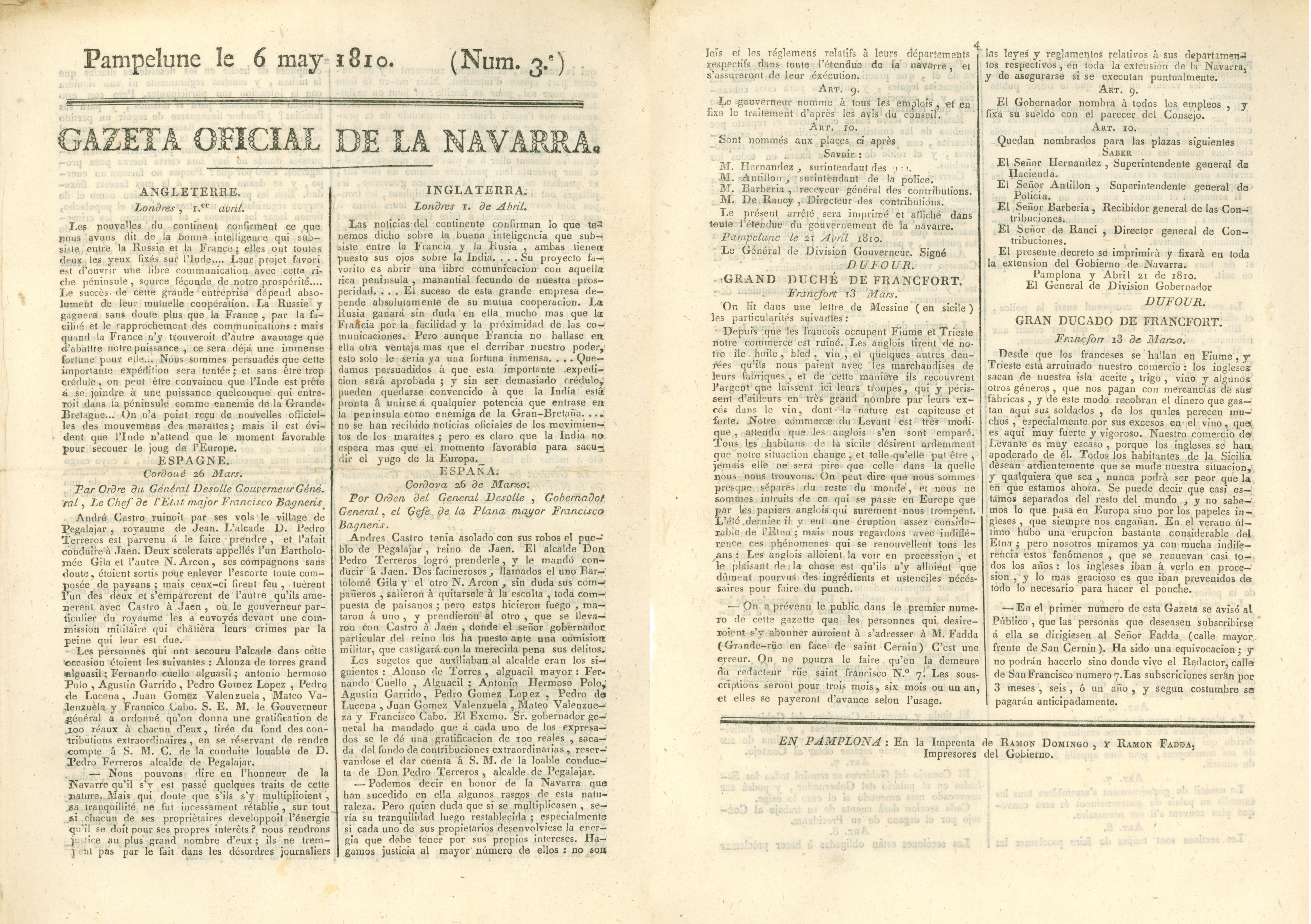
Número 3 de la "Gazeta Oficial de la Navarra" en el que figuran Ramón Domingo y Ramón Fadda como "Impresores del Gobierno" (1810)
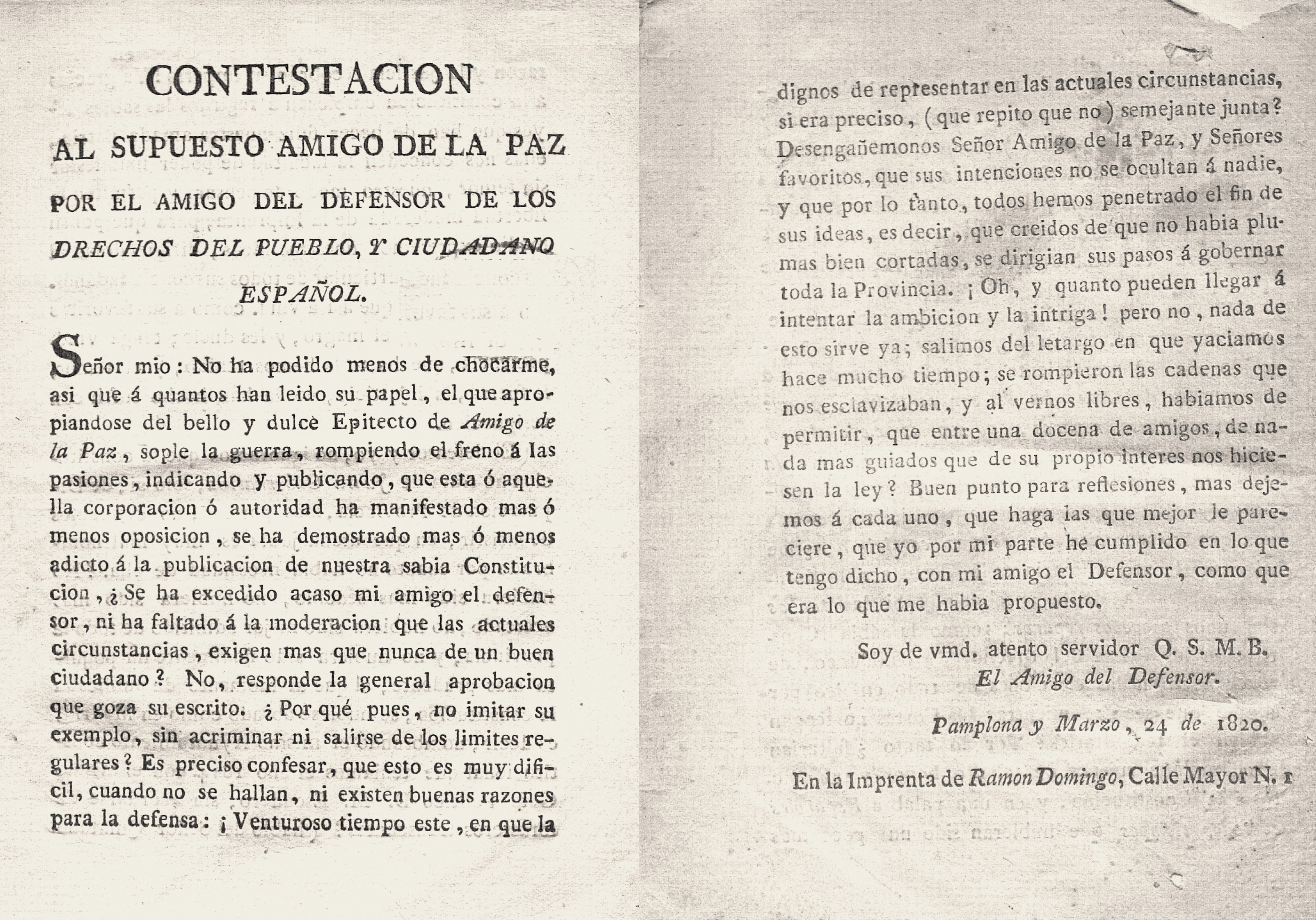
Folleto polémico impreso por Ramón Domingo al inicio del Trienio Liberal (1820)
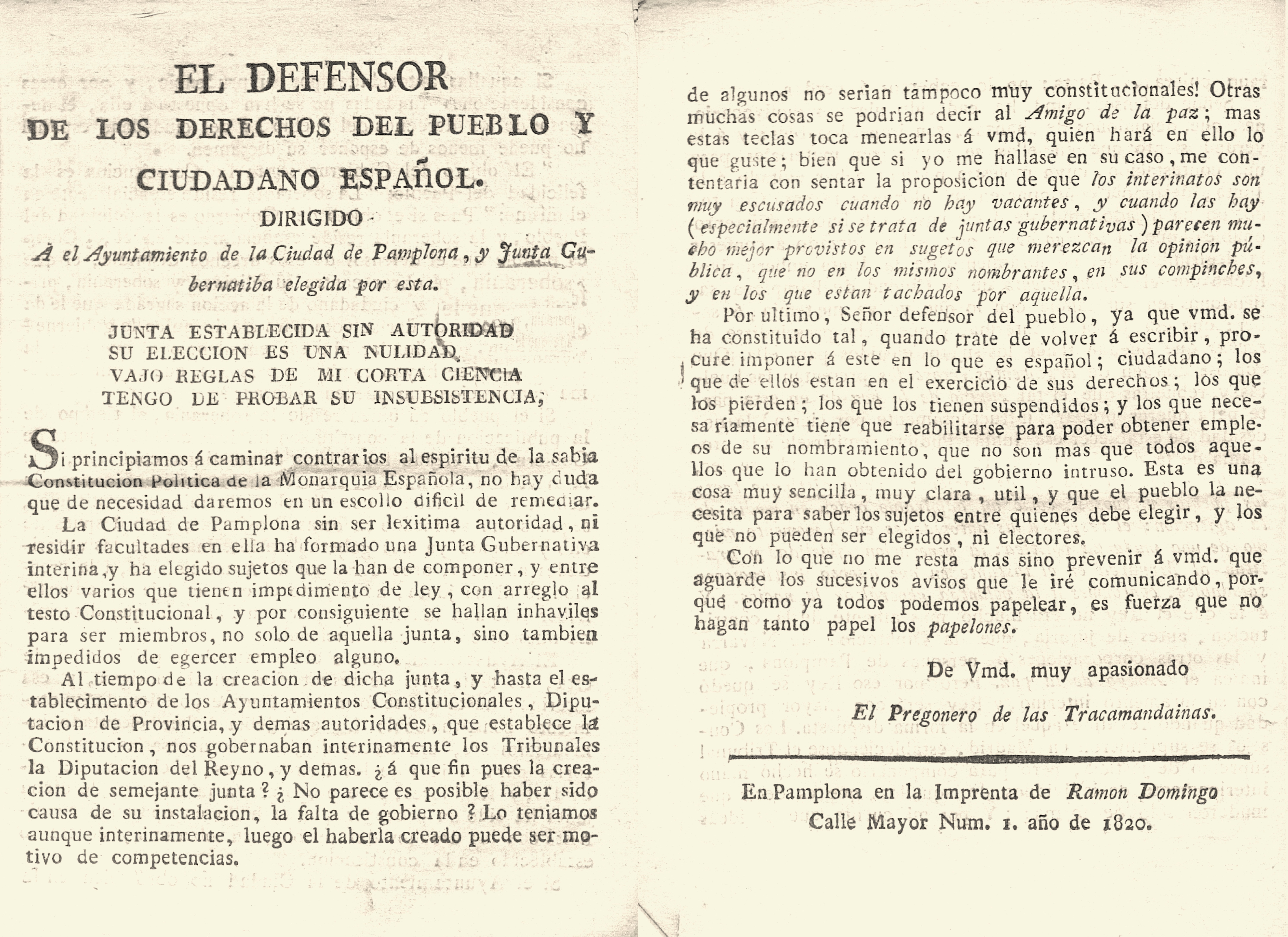
Folleto que critica la legalidad del primer ayuntamiento constitucional de Pamplona (1820)
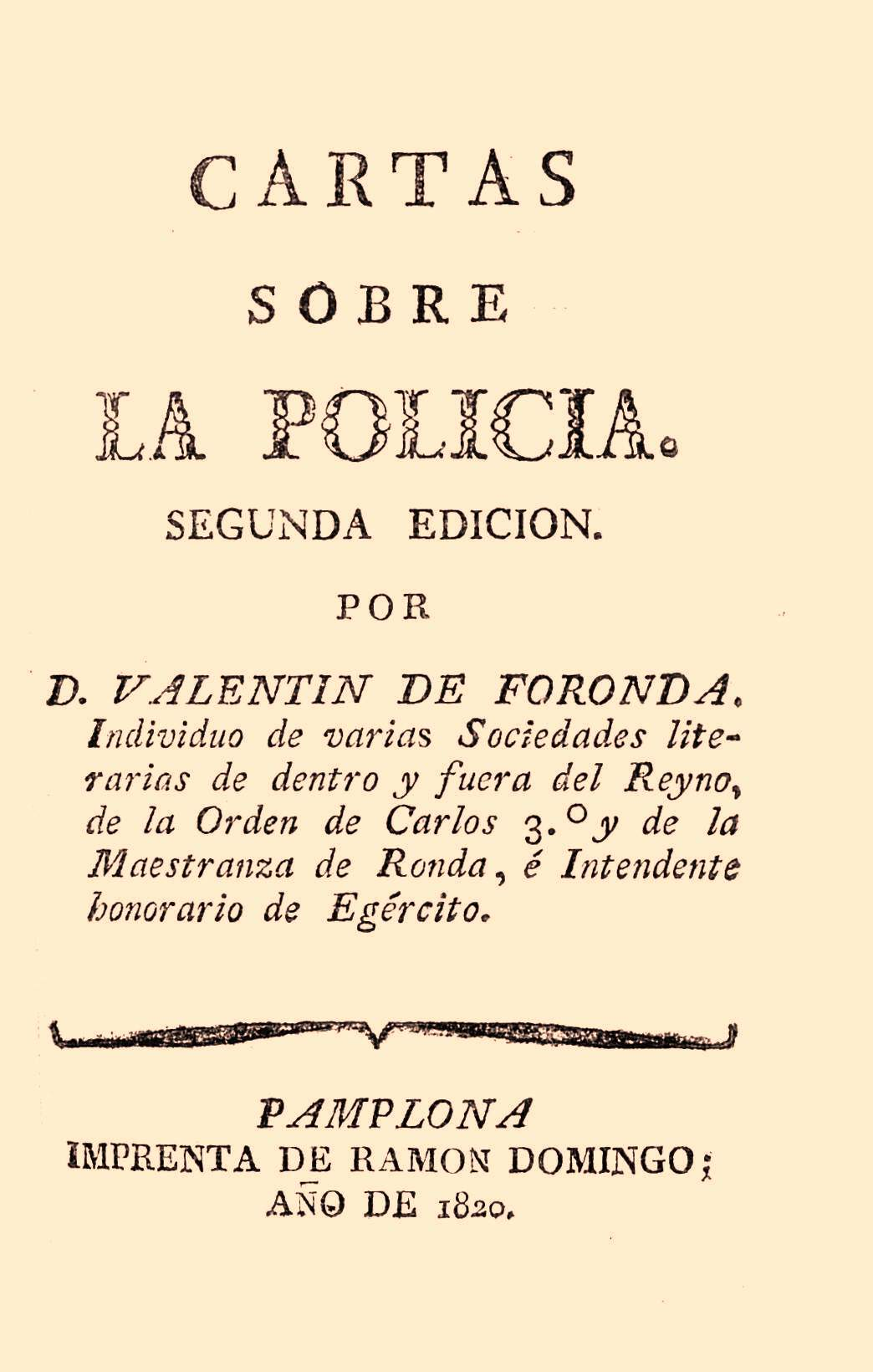
Cartas sobre la policía. Es el libro más voluminoso impreso por Ramón Domingo (1820)
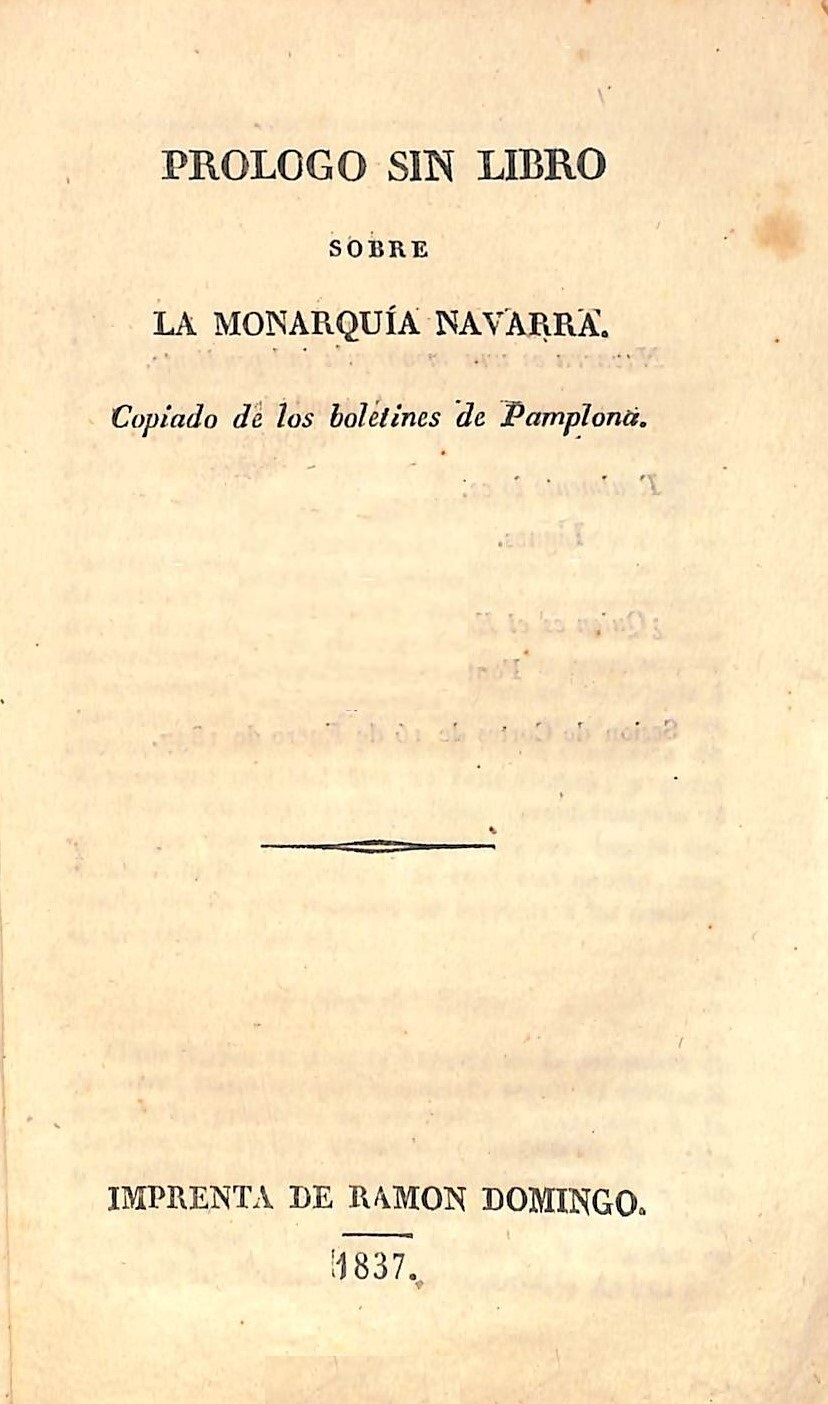
Estudio histórico escrito por Yanguas y Miranda, quien en esta ocasión oculta su nombre (1837)
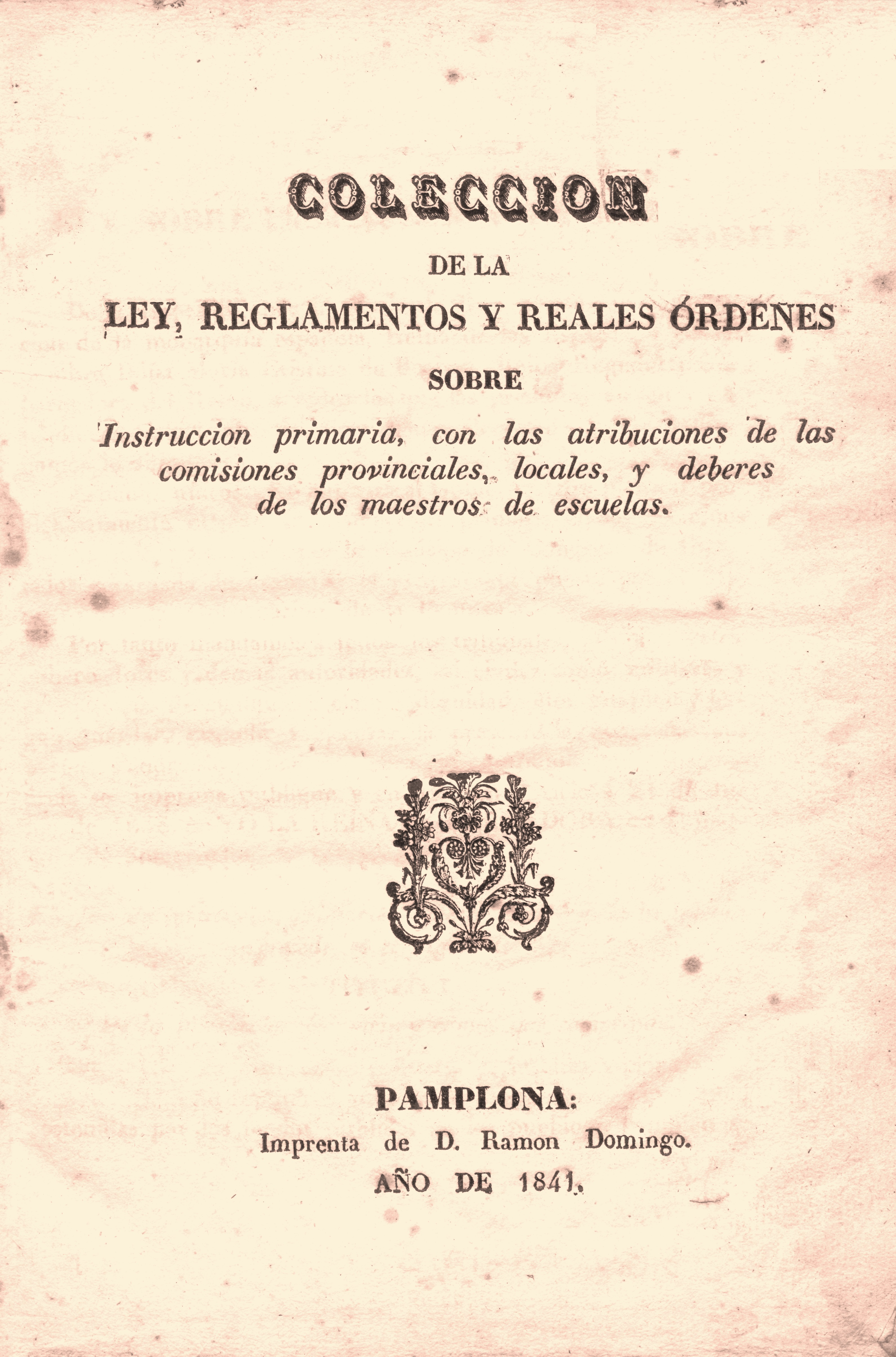
Recopilación de normas sobre la educación primaria. Último trabajo conocido de Ramón Domingo (1841)